# Jacob E. Goodman
Jacob Eli Goodman (15 de noviembre de 1933 - 10 de octubre de 2021  ) fue un geómetra estadounidense que pasó la mayor parte de su carrera en el City College de Nueva York, donde fue profesor emérito. 

## Investigación
Juntos, él y Richard M. Pollack, su colaborador desde hace mucho tiempo, introdujeron conceptos como "secuencias permitidas de permutaciones" y "diagramas de cableado",  que han jugado un papel importante en la geometría discreta, específicamente en el estudio de arreglos. de pseudolíneas y (más generalmente) matroides orientadas. Su trabajo con Pollack incluye resultados tales como los primeros límites no triviales en el número de tipos de orden de politopos,  y una generalización del teorema transversal de Hadwiger a dimensiones superiores.  Él y Pollack fueron los editores fundadores de la revista Discrete & Computational Geometry. 
Goodman fue el creador del "problema de los panqueques", una cuestión elemental sobre permutaciones que publicó bajo el seudónimo de Harry Dweighter.   El problema dio origen al concepto de clasificación de panqueques.   
Goodman coeditó el libro Handbook of Discrete and Computational Geometry con Joseph O'Rourke. 

## Música
En 1999, Goodman volvió a su viejo amor, la composición musical, y en 2002 fue presidente fundador del Círculo de Compositores de Nueva York.  

## Premios
En 2012 se convirtió en miembro de la Sociedad Matemática Estadounidense. 

## Publicaciones seleccionadas
- Dweighter, Harry; Garey, Michael R.; Johnson, David S.; Lin, Shen (1977), «Solutions of Elementary Problem E2569», American Mathematical Monthly 84: 296, doi:10.2307/2318878..
- Goodman, Jacob E. (1980), «Proof of a conjecture of Burr, Grünbaum, and Sloane», Discrete Mathematics 32: 27-35, doi:10.1016/0012-365x(80)90096-5..
- Goodman, Jacob E.; Pollack, Richard (1983), «Multidimensional sorting», SIAM Journal on Computing 12 (3): 484-507, doi:10.1137/0212032..
- Goodman, Jacob E.; Pollack, Richard (1984), «Semispaces of configurations, cell complexes of arrangements», Journal of Combinatorial Theory, Series A 37 (3): 257-293, doi:10.1016/0097-3165(84)90050-5..
- Goodman, Jacob E.; Pollack, Richard (1995), «Foundations of a theory of convexity on affine Grassmann manifolds», Mathematika 42 (2): 305-328, doi:10.1112/s0025579300014613..
- Goodman, Jacob E.; Pollack, Richard; Sturmfels, Bernd (1990), «The intrinsic spread of a configuration in R^d», Journal of the American Mathematical Society 3: 639-651, doi:10.1090/s0894-0347-1990-1046181-2.
- Cappell, Sylvain; Goodman, Jacob E.; Pach, János; Pollack, Richard; Sharir, Micha; Wenger, Rephael (1994), «Common tangents and common transversals», Advances in Mathematics 106 (2): 198-215, doi:10.1006/aima.1994.1056..
- Goodman, Jacob E.; Pach, János; Pollack, eds. (2008), Surveys on Discrete and Computational Geometry: Twenty Years Later, Contemporary Mathematics 453, American Mathematical Society..